# 3056 INAG
آي أن أي جي (ويعرف أيضًا باسم 3056 آي أن أي جي وفق تسمية الكوكب الصغير) (بالإنجليزية: INAG)‏ هو كويكب ضمن حزام الكويكبات؛ وترتيبه 3056 من حيث الاكتشاف.
اكتُشف هذا الجُرم الفلكي بواسطة Kōichirō Tomita ‏ في 1 نوفمبر 1978.

## وصلات خارجية
- 3056 INAG في قاعدة بيانات مختبر الدفع النفاث لأجرام النظام الشمسي الصغيرة

- الاكتشاف · مخطط المدار ·  العناصر المدارية · المعلمات المادية

- 3056 INAG على موقع ويكي سكاي: DSS2, SDSS, GALEX, IRAS, Hydrogen α, X-Ray, Astrophoto, Sky Map, Articles and images